# Pax Romana
|  | Aquest article tracta sobre el terme històric. Vegeu-ne altres significats a «Pax Romana (organització)». |

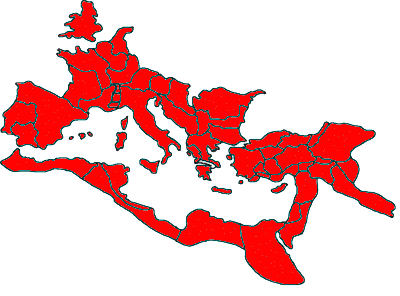
Màxima expansió de l'Imperi Romà, després de les conquestes de Trajà

La Pax Romana (lit. ‘pau romana’) és el període comprés entre el regnat d'Octavi August (27 aC-14 dC) i el regnat de Marc Aureli (161-180).
Malgrat les Guerres civils, rebel·lions i guerres exteriors, el període pot considerar-se de pau en tot el territori de l'Imperi. Les guerres no foren importants, es desenvoluparen en zones frontereres, i afectaven molt poc als ciutadans (llevat dels de les zones pròximes a les lluites). Les rebel·lions foren locals i poc importants; i les guerres civils no provocaren gaire morts i destruccions. En general es pot parlar de pau, i acceptar el terme Pax Romana per a aquest període, ja que va ser autènticament una època de pau, de progrés a tots els aspectes tant culturals com econòmics, en la qual les poblacions indígenes van assumir amb rapidesa la cultura romana i la van superposar a la seva pròpia cultura.